# Endarteriëctomie
Endarteriëctomie is een chirurgische behandeling waarbij de tunica intima van een arterie (het binnenste deel van een slagader) wordt verwijderd. Endarteriëctomie wordt vaak toegepast omdat een bloedvat is vernauwd doordat er een atherosclerotische plaque in het bloedvat zit. Bij de verwijdering van de intima van een arterie wordt de atherosclerotische plaque (die zich in de intima bevindt) verwijderd. De adventitia van een arterie (de buitenste laag van een bloedvat) is het stevigste deel van een bloedvat en blijft bij endarteriëctomie intact.
Er bestaat 'open' endarteriëctomie en 'half gesloten' endarteriëctomie. Bij open endarteriëctomie snijdt de chirurg een bloedvat in de lengte open en verwijdert de intima en de plaque door met een soort lepeltje tussen de intima en media van een bloedvat te komen en de plaque vervolgens uit het bloedvat te trekken. Bij half gesloten endarteriëctomie wordt het bloedvat ergens boven de vernauwing geopend en gaat de chirurg met een zogeheten ringstripper het bloedvat in. Met deze ringstripper (ring dissector) worden vervolgens de intima en de plaque verwijderd op een manier die lijkt op hoe een klokkenhuis uit een appel wordt verwijderd.